# 後七子
後七子指的是1520年－1570年間，也就是明朝嘉靖－隆慶年間，主宰中國文壇的七位知名文學家。與其相提並論的尚有前七子與嘉靖八才子。

## 生平
後七子通常指的是明朝中期文壇的七位知名文學家，分別是：李攀龍、王世貞、謝榛、宗臣、梁有譽、徐中行、吳國倫。以李攀龍與王世貞為首的後七子，除了文風相近，皆為崇尚古體之外，其文學核心也是王世貞:「秦漢以後無文矣，大歷以後書勿讀。」所提出的復古風潮；而他們認為此間唯一例外的是唐朝的近體詩。此風潮不但沿襲前七子的尊崇古風風格，在某程度上也貶低明朝當代人的各項文學成就。